# Embalse La Florida
El Embalse La Florida se encuentra en la provincia argentina de San Luis, a 47 km al noreste de su ciudad capital, a través de la Ruta Provincial 9.

## Ubicación y aspectos geográficos
Al pie de las Sierras de San Luis, toma las aguas del río Grande y del río Trapiche. A partir de allí, da nacimiento al río Quinto. Cubre unas 704 ha (652, según algunas fuentes, 725 según otras) con un ancho máximo de 4 km y una profundidad media de 12 m, aunque la máxima alcanza los 45 m. Tiene una capacidad de 105 hm³, su capacidad de riego es de 10 000 ha, y su superficie de cuenca es de unos 500 km².
Es la principal fuente de agua dulce de las ciudades de San Luis y Villa Mercedes. A partir de su construcción, en su vera nació la localidad de La Florida.

## Actividades turísticas
En la costa oeste se ubican diversos cámpines y la Estación de Piscicultura. La Reserva de flora y fauna La Florida ocupa 340 ha a orillas del embalse; allí se protege fauna autóctona, como el lagarto overo.
En las aguas del embalse se realizan diversos deportes náuticos, como Buceo, Windsurf, Kayak. También es posible pescar y bañarse en determinados sectores.

## El dique

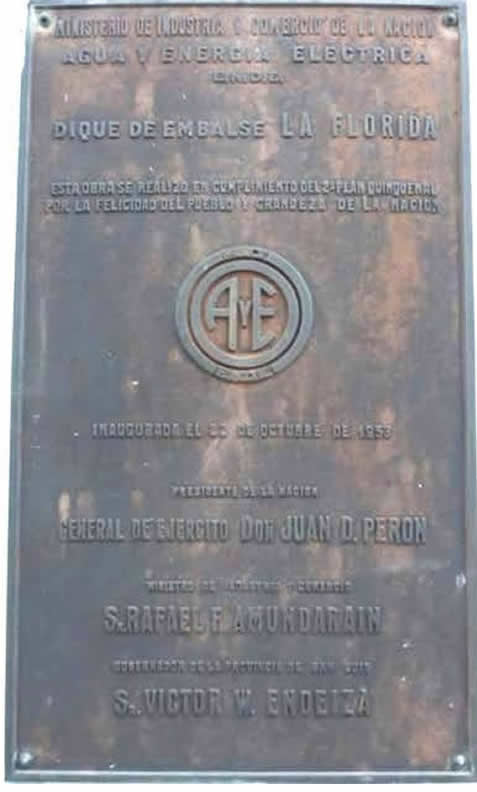
Placa conmemorativa de la inauguración del dique embalse La florida, San Luis

Los primeros estudios para su construcción se realizaron en 1891. No obstante, la misma comenzó en 1945 y terminó en 1953 durante la presidencia de Juan Domingo Perón.
En la placa conmemorativa de la inauguración se puede leer:

Ministerio de la industria y comercio de la nación.

Agua y Energía Eléctrica.
Dique de embalse La Florida.
Esta obra se realizó en complemento del segundo plan quinquenal por la felicidad del pueblo y grandeza de la nación.
Inaugurado el 22 de octubre de 1953.
Presidente de la nación.
General de ejército Don Juan D. Perón.
Ministro de industria y comercio.
Sr. Rafael F. Amundarain.
Gobernador de la provincia de San Luis.

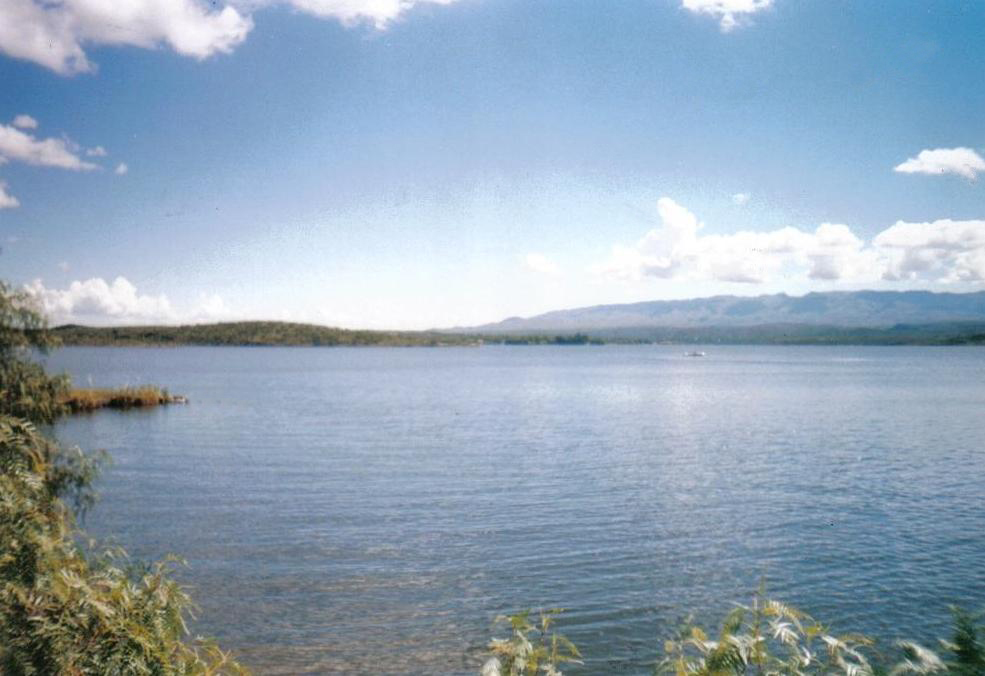
Vista desde la margen sur del embalse (2008)

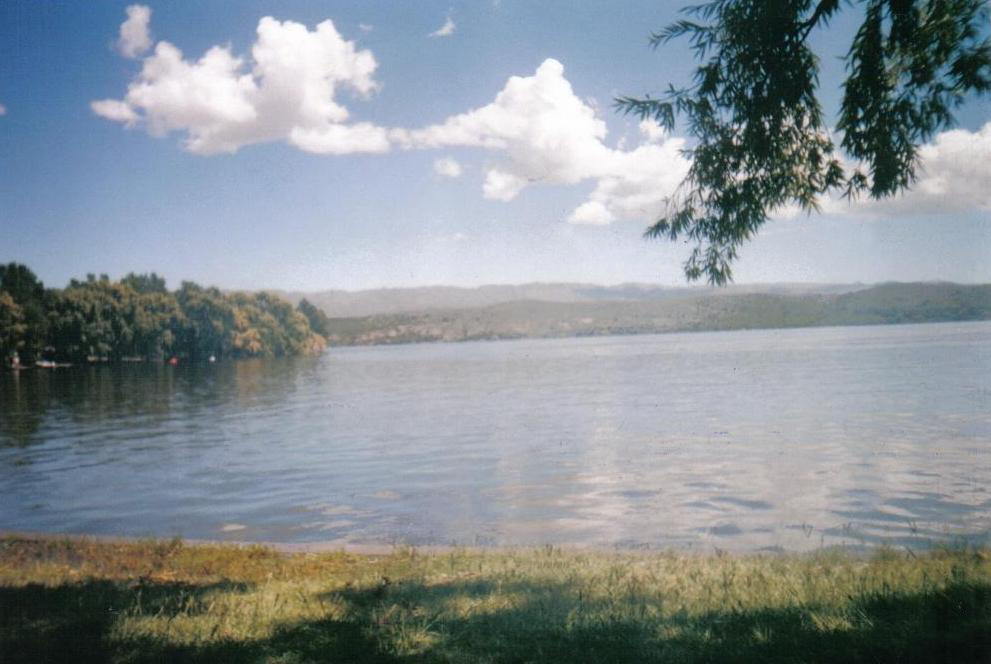
Vista desde la margen norte del embalse (2008)

Sr. Víctor W. Endeiza.